# Arthur Conan Doyle
Sir Arthur Ignatius Conan Doyle, škotski zdravnik, pisatelj, pesnik in politik, * 22. maj 1859, † 7. julij 1930. Doyle je najbolj poznan po svojih zgodbah o detektivu Sherlocku Holmesu.

## Življenje
Arthur Conan Doyle se je rodil 22. maja 1859 v Edinburgu, na Škotskem, angleškemu očetu Charlesu Altamontu Doyle in irski materi Mary Foley.
Conan Doyle je bil pri osmih letih poslan v rimsko-katoliško jezuitsko osnovno šolo. Pozneje je odšel na jezuitsko univerzo, a ko jo je dokončal, je zavrnil krščanstvo in postal agnostik.
Od leta 1876 do 1881 je študiral medicino na Edinburški univerzi, in medtem delal v predmestju Birminghama, ter pričel pisati kratke zgodbe. Po študiju je deloval kot ladijski zdravnik na križarki, ki je križarila proti zahodni Afriki.
Njegovo prvo večje delo je bil roman A study in scarlet, ki je izšel leta 1887, in je v njem prvič nastopil Sherlock Holmes, ki je sprva portretiral Doylovega univerzitetnega profesorja Josepha Bella. Kasnejše zgodbe o Sherlocku Holmesu so izhajale v angleški reviji Strand Magazine.
Leta 1885 se je poročil z Louiso Hawkins, ki je bolehala za tuberkulozo in zato umrla 4. julija 1906. Leta 1907 se je poročil z Jean Leckie, v katero se je zaljubil že leta 1897, a je ostal zvest prvi ženi, do njene smrti. Conan Doyle je imel 5 otrok; dva s prvo ženo in tri z drugo.
Leta 1890 je Doyle preučeval oko na Dunaju in se je leta 1891 preselil v London, da bi odprl okulistično ambulanto. V svoji avtobiografiji je zapisal, da niti eden pacient ni prestopil praga njegove ambulante, in se je zato bolj posvetil pisanju. Istega leta je pisal materi, in ji povedal, da bi rad »ubil« Holmesa. V decembru leta 1891 je dokončno opustil pisanje o Holmesu, in se posvetil pisanju zgodovinskih romanov.
V maju 1891, ko je pisal zgodnje, kratke zgodbe o Holmesu, ga je prizadela huda gripa, in je bilo zaradi nje sedem dni njegovo življenje viselo na nitki. Ko se je njegovo stanje izboljšalo, je spoznal, da ne more hkrati opravljati zdravniške službe, in pisati. S tem spoznanjem se je odločil, da bo prenehal opravljati zdravniško službo.
Arthur Conan Doyle je umrl pri starosti 71 let, zaradi srčne kapi. Pokopan je v New Forestu, v regiji Hampshire v Angliji.

## Doyle in Slovenci
V slovenskem prostoru je bil prvič omenjen leta 1901, ko je bil v Slovencu objavljen povzetek njegove knjige o burski vojni. Njegova prva knjižna objava je bil prevod romana Znamenje štirih: Londonska povest leta 1906, ki je pred tem izšel v obliki podlistka; pravo ime prevajalca, ki se je podpisal s šifro B. D-N-T, ni znano. Baskervillski pes je bil prvič preveden 1907 v Slovencu, drugič pa je ta roman pod naslovom Boj v megli 1931 prevedel Boris Rihteršič. Brali in omenjali so ga pisatelji Fran Govekar (1907), Vladimir Levstik  in Damir Feigel (1912). 1912 so sledili prevodi njegovih detektivk Sherlock Holmesova vrnitev, Sherlock Holmesovi doživljaji in Sherlock Holmesovi spomini. Prevode so objavljali časniki Ameriški Slovenec, Ameriška domovina, Jutro, Slovenski narod, Domovina in Nova doba, knjižnih izdaj Doylovih del s ponatisi vred je v slovenščini več kot 60.